# Vlastimil Ryšavý
Vlastimil Ryšavý (* 5. března 1972) je bývalý český fotbalový útočník. Žije ve Mšeně nad Nisou.

## Hráčská kariéra
V nejvyšší soutěži nastoupil za Karvinou, České Budějovice, Hradec Králové, Příbram a Jablonec do 96 utkání, v nichž vstřelil 8 branek (1996–2001). Ve druhé lize hrál za Turnov, Karvinou a České Budějovice ve 38 zápasech a zaznamenal 10 gólů (1995–1998). Připsal si také jeden start v Poháru Intertoto v ročníku 2000 (Marila Příbram).

### Ligová bilance
| Ročník           | Zápasy | Góly | Minuty | Klub                |
| ---------------- | ------ | ---- | ------ | ------------------- |
| II. liga 1995/96 | 13     | 6    | –      | FC Turnov           |
| II. liga 1995/96 | 13     | 2    | –      | FC Karviná          |
| I. liga 1996/97  | 30     | 4    | 2 424  | FC Karviná          |
| I. liga 1997/98  | 24     | 3    | 1 425  | SK České Budějovice |
| II. liga 1998/99 | 12     | 2    | –      | SK České Budějovice |
| I. liga 1998/99  | 13     | 0    | 919    | SK Hradec Králové   |
| I. liga 1999/00  | 23     | 1    | 1 447  | FC Dukla Příbram    |
| I. liga 2000/01  | 1      | 0    | 90     | FK Jablonec 97      |
| I. liga 2000/01  | 5      | 0    | 186    | FC Marila Příbram   |
| CELKEM I. LIGA   | 98     | 6    | 6 491  |                     |
| CELKEM II. LIGA  | 38     | 10   | –      |                     |